# Военные игры (Доктор Кто)
Военные игры (англ. The War Games) — седьмая серия шестого сезона британского научно-фантастического телесериала «Доктор Кто», состоящая из десяти эпизодов, которые были показаны в период с 19 апреля по 21 июня 1969 года. Серия полностью сохранилась в архивах Би-би-си.

## Сюжет
ТАРДИС прибывает на далёкую планету, где Доктор открывает дьявольский план завоевания галактики: солдат похищают с Земли и заставляют сражаться в условиях, отражающих периоды истории, откуда они были похищены. Это делается для того, чтобы создать супер-армию из выживших, и происходит это под управлением бунтовщика из расы Доктора, Повелителей времени, который называет себя Военачальник.
Присоединившись к солдатам, прорвавшимся через своё состояние, Доктор, Джейми и Зои нарушают этот план и останавливают войну. Военачальник, по-видимому, убит, когда лидер инопланетян Главнокомандующий раскрывает заговор против него. Но Доктор понимает, что ему требуется помощь Повелителей времени, чтобы вернуть солдат в их время, что повлечёт за собой его наказание за его предыдущие преступления, включая похищение ТАРДИС. После посылки сообщения он и его компаньоны пытаются убежать, но неудачно.
Вернув солдат на Землю, Повелители времени отдают Главнокомандующего под суд и дематериализуют его. Они стирают память Зои и Джейми о путешествиях в ТАРДИС и возвращают их в точку времени и пространства, где они вошли в ТАРДИС впервые. Затем начинается суд над Доктором за кражу ТАРДИС и нарушение закона о невмешательстве в дела других народов. Доктор произносит вдохновенную речь защиты о том, как он боролся со злом по всей вселенной. Принимая во внимание эту речь, Повелители времени решают: наказанием Доктору будет изгнание на Землю, лишение ТАРДИС и возможности ей управлять и насильственная регенерация.

## Трансляции и отзывы
| Эпизод            | Дата показа    | Продолжительность | Телезрители (в миллионах) | Archive  |
| ----------------- | -------------- | ----------------- | ------------------------- | -------- |
| «Эпизод 1»        | 19 апреля 1969 | 25:00             | 5,5                       | 16mm t/r |
| «Эпизод 2»        | 26 апреля 1969 | 25:00             | 6,3                       | 16mm t/r |
| «Эпизод 3»        | 3 мая 1969     | 24:30             | 5,1                       | 16mm t/r |
| «Эпизод 4»        | 10 мая 1969    | 23:30             | 5,7                       | 16mm t/r |
| «Эпизод 5»        | 17 мая 1969    | 24:30             | 5,1                       | 16mm t/r |
| «Эпизод 6»        | 24 мая 1969    | 22:53             | 4,2                       | 16mm t/r |
| «Эпизод 7»        | 31 мая 1969    | 22:28             | 4,9                       | 16mm t/r |
| «Эпизод 8»        | 7 июня 1969    | 24:37             | 3,5                       | 16mm t/r |
| «Эпизод 9»        | 14 июня 1969   | 24:34             | 4,1                       | 16mm t/r |
| «Эпизод 10»       | 21 июня 1969   | 24:23             | 5                         | 16mm t/r |
| [ 1 ] [ 2 ] [ 3 ] |                |                   |                           |          |